# Nadine Trintignant
Nadine Trintignant (Nice, 11 november 1934) is een Franse filmregisseur, editor, scenarist en schrijfster. Ze heeft films voor het grote en het kleine scherm gemaakt. Ze heeft ook elf boeken op haar naam staan.

## Leven en werk

### Afkomst
Nadine Trintignant werd als Lucienne Marquand in Nice geboren in 1934. Haar ouders, Jean-Georges Marquand (1904-1992) en Lucienne-Fernande Cornilliat (1906-2006), waren beiden acteurs. Twee van haar vijf broers en zussen werden ook acteur: Christian Marquand (1927-2000) en Serge Marquand (1930-2004). Later verhuisde de familie naar Parijs. 
Studeren kon de jonge Lucienne weinig bekoren. Ze verkoos dezelfde weg op te gaan als haar broer Christian. Die raadde haar aan montagewerk te doen. Marquand deed haar eerste ervaringen op als stagiaire in het postproductie- filmlaboratorium Laboratoire de Tirage Cinématographique (LTC).

### Editor
Voor haar eerste stappen in de wereld van de filmmontage kon Marquand meteen terecht bij enkele gevestigde regisseurs als Jules Dassin, Sacha Guitry en Jean-Pierre Melville.

### Filmregisseur
Marquand, ondertussen door het leven gaand als Nadine Trintignant, nam negen langspeelfilms op: zeven drama's, een politiefilm en een road movie. Telkens schreef ze (mee aan) het scenario.

#### Films met Jean-Louis Trintignant als hoofdrolspeler
Trintignant besloot in 1967 zelf films te regisseren. Ze debuteerde met het romantisch drama Mon amour, mon amour waarin ze het abortusthema aankaartte. Een geëngageerde film zoals ze er nog zou draaien. Ze bedacht niet alleen haar echtgenoot met de mannelijke hoofdrol maar gaf ook hun vijfjarige dochter Marie een rol.
Le Voleur de crimes (1969) toonde opnieuw haar echtgenoot, nu als een vreemdsoortige man die getuige is van een zelfmoord en vervolgens de verantwoordelijkheid voor moord opeist.
In 1973 verwezenlijkte Trintignant Défense de savoir (1973), een misdaadfilm, een voor haar doen atypisch filmgenre. Haar man speelde opnieuw de hoofdrol van een advocaat die zelf de moord onderzoekt waarvan zijn onbereidwillige cliënte wordt beschuldigd.
In Le Voyage de noces (1976) keerde Trintignant terug naar haar voorkeurthema's: het koppel en de familie. Ze castte haar echtgenoot in de hoofdrol van een man van middelbare leeftijd die al een hele tijd is gehuwd met een jongere vrouw. Ze hebben elkaar al meermaals bedrogen. Tijdens een tweede huwelijksreis naar Marokko vinden ze het tijd om een en ander aan elkaar op te biechten. 

#### Overige langspeelfilms
Haar derde film riep het familiedrama van het overlijden van haar dochtertje Pauline op. Trintignant draaide Ça n'arrive qu'aux autres (1971) vlak na het overlijden van Pauline op de leeftijd van negen maanden. Het spelen van de vaderrol zou voor Jean-Louis Trintignant emotioneel ongetwijfeld zo belastend zijn geweest dat zijn vrouw koos voor Marcello Mastroianni (en Catherine Deneuve) om de ouders te belichamen die door de hel van het verlies van hun kindje gaan.
Na vier bijrolletjes in de films van haar moeder vertolkte dochter Marie, samen met haar broer Vincent Trintignant, voor het eerst de hoofdrol, in de familiale road movie Premier voyage (1980). Ze vertolkten een adolescente en haar jong broertje van wie de moeder net is overleden. Ze gaan op zoek naar hun vader die hen lang geleden in de steek heeft gelaten.
In L'Été prochain (1985) vertolkten Marie en haar vader twee van de zes hoofdrollen. De film laat de lotgevallen van drie koppels zien tijdens een vakantie in de bergen.
La Maison de jade (1988) vertelt het verhaal van een knappe veertigjarige journaliste en schrijfster die wordt verleid door een jongeman. Ze beleven een passionele relatie die hen tot waanzin zal drijven. 
De laatste film die Trintignant voor het witte doek maakte was Fugueuses (1995). Haar dochter Marie verzorgde opnieuw een van de twee vrouwelijke hoofdrollen: die van een jonge vrouw die de identiteit aanneemt van een leeftijdsgenote die ze op de trein heeft ontmoet en die wat later plotseling overlijdt.     

### Televisie
Aan het einde van de jaren zeventig begon ze voor de televisie te werken. Ze maakte een tiental televisiefilms en -series. Ze castte dikwijls familieleden. Zo was dochter Marie vier keer in een hoofdrol te zien, waarvan het driedelig aan de abortusproblematiek gewijde drama Victoire ou la douleur des femmes (2000) en Colette, une femme libre (2004), een tweedelige biografische film over de gelijknamige schrijfster, wellicht de belangrijkste zijn. Haar beklijvende belichaming van Colette werd de laatste rol van Marie. Even voor het einde van de opnames werd ze vermoord door Bertrand Cantat. Daarop besloot Nadine Trintignant haar filmactiviteiten stop te zetten en zich te wijden aan de literatuur.
Zoon Vincent was soms coscenarioschrijver of acteur. Ex-echtgenoot Jean-Louis speelde naast Marie in de film L'Insoumise (1996) waarvan Vincent samen met zijn moeder het scenario schreef. 
In 2022 keerde Trintignant eenmalig terug naar de regie voor Marie Trintignant, tes rêves brisés, een documentaire gewijd aan haar vermoorde dochter.

### Schrijfster
Trintignant had al drie romans gepubliceerd toen ze zich vanaf 2003, jaar van de moord op haar dochter Marie, intenser ging toeleggen op het schrijven. 
Ma fille, Marie, een eerbetoon aan haar dochter, verscheen in 2004. 
Ze schreef onder meer nog drie autobiografische werken (J'ai été jeune un jour uit 2006, La Voilette de ma mère uit 2014 en C'est pour la vie ou pour un moment? uit 2021) en enkele romans.
Vers d'autres matins was een verslag van het overlijden van Alain Corneau uit 2012.

### Privéleven
In de filmwereld, waar ze aanvankelijk editor was, leerde Marquand in 1958 acteur Jean-Louis Trintignant (1930-2022) kennen. Na Stéphane Audran (1954-1956) zou Trintignants huwelijk met Lucienne zijn tweede worden. Marquand huwde met hem in 1961 en nam zijn familienaam over. Samen kregen ze drie kinderen: actrice Marie (1962-2003), Pauline (1969-1970) en acteur-regisseur Vincent (1973). 
In 1976 verliet ze Trintignant om te gaan samenwonen met regisseur Alain Corneau (1943-2010). De scheiding werd uitgesproken aan het begin van de jaren tachtig. In 1998 traden Trintignant en Corneau in het huwelijk en bleven samen tot aan diens overlijden.

## Filmografie

### Editor
- 1955 - Du rififi chez les hommes (Jules Dassin) (assistente)
- 1956 - Si Paris nous était conté (Sacha Guitry) (assistente)
- 1957 - Une Parisienne (Michel Boisrond) (assistente)
- 1958 - Une vie (Alexandre Astruc) (assistente)
- 1960 - L'Eau à la bouche (Jacques Doniol-Valcroze)
- 1960 - Le Cœur battant (Jacques Doniol-Valcroze)
- 1961 - Léon Morin, prêtre (Jean-Pierre Melville) (assistente)
- 1962 - Twist Parade (Jean Herman) (korte film)
- 1963 - Le Petit Soldat (Jean-Luc Godard)
- 1963 - Les Grands chemins (Christian Marquand)
- 1963 - Le Chemin de la mauvaise route (Jean Herman) (middellange documentairefilm)
- 1964 - Les Pas perdus (Jacques Robin)

### Regisseur

#### Lange speelfilms
- 1967 - Mon amour, mon amour
- 1969 - Le Voleur de crimes
- 1971 - Ça n'arrive qu'aux autres
- 1973 - Défense de savoir
- 1976 - Le Voyage de noces
- 1980 - Premier voyage
- 1985 - L'Été prochain
- 1988 - La Maison de jade
- 1995 - Fugueuses

#### Korte films
- 1965 - Fragilité, ton nom est femme
- 1981 - Le Vieil homme et la ville
- 1991 - Contre l'oubli (met 29 andere cineasten voor Amnesty International)
- 1995 - Lumière et compagnie (met 40 andere regisseurs)

#### Televisie (selectie)
- 1987 - Qui c'est ce garçon? (miniserie)
- 1993 - Lucas (film)
- 1994 - Rêveuse Jeunesse (film)
- 1996 - L'Insoumise (film)
- 2000 - Victoire ou la douleur des femmes (driedelige film)
- 2001 - L'Île bleue (film)
- 2004 - Colette, une femme libre (tweedelige biografische film)
- 2022 - Marie Trintignant, tes rêves brisés (documentaire)

## Publicaties van Trintignant
- Ton chapeau au vestiaire, verhaal, Fayard, 1997
- Combien d'enfants, roman, Éditions Stock, 2001
- Le Jeune Homme de la rue de France, roman, Fayard, 2002
- Ma fille, Marie, biografie van haar dochter, Fayard, 2004
- J'ai été jeune un jour, autobiografie, Fayard, 2006
- Une étrange peine, verhalenbundel, Fayard, 2007
- Les Silencieuses, roman, Fayard, 2009
- La Dormeuse, roman, Fayard, 2011
- Vers d'autres matins, verslag van het overlijden van Alain Corneau, Fayard, 2012
- La Voilette de ma mère, autobiografie, Fayard, 2014
- C'est pour la vie ou pour un moment?, autobiografie over haar leven met Jean-Louis Trintignant, Éditions Bouquins, 2021

- Biblioteca Nacional de España: XX1542656
- Bibliothèque nationale de France: cb121745561 (data)
- CiNii: DA11593695
- Gemeinsame Normdatei: 128939753
- International Standard Name Identifier: 0000 0000 8100 8223
- Library of Congress Control Number: nr97041291
- Bibliotheek van het Japanse parlement: 00695256
- Nationale Bibliotheek van Tsjechië: xx0165224
- Nederlandse Thesaurus van Auteursnamen: 138664935
- Réseau des bibliothèques de Suisse occidentale: 02-A003910886
- Istituto Centrale per il Catalogo Unico: UBOV628298
- SNAC: w6vj9scz
- Système universitaire de documentation: 030300991
- Virtual International Authority File: 22183442
- WorldCat: E39PBJfmrxkpYP9M9KPJWBPxXd